# Lamothe (Haute-Loire)
Lamothe é uma comuna francesa na região administrativa de Auvérnia-Ródano-Alpes, no departamento de Alto Loire. Estende-se por uma área de 12,29 km². Em 2010 a comuna tinha 866 habitantes (densidade: 70,5 hab./km²).